# EuroHockey Club Champions Cup 1969 (Herren, Feld)
Der EuroHockey Club Champions Cup der Herren 1969 war die erste inoffizielle Austragung dieses Feldhockey-Wettbewerbs und fand vom 5.–7. April 1969 in Brüssel statt. Der RTHC Wellington organisierte das Turnier im Rahmen seiner Feierlichkeiten zum 40-jährigen Bestehen. Der deutsche Meister Rüsselsheimer RK nahm nicht an dem Turnier teil und wurde durch Lille als zweiten französischen Vertreter ersetzt. Es nahmen acht Clubs in zwei Vierergruppen teil. Der spanische Club Egara gewann das Endspiel 1:0 gegen MDA Rom.
Vorrunde
Club Egara   – Slavia Prag  3:1

FC Lyon  – SV Kampong  -:-

Club Egara  – FC Lyon  3:2

Slavia Prag  – SV Kampong  -:-

Club Egara  – SV Kampong  1:0

FC Lyon  – Slavia Prag  -:-

| .   |             |      |        |
| Pos | Verein      | Tore | Punkte |
| 1.  | Club Egara  | 7:3  | 6:0    |
| 2.  | SV Kampong  | -:-  | -:-    |
| 3.  | FC Lyon     | -:-  | -:-    |
| 4.  | Slavia Prag | -:-  | -:-    |

Royal Léopold Club   – Lille MHC  -:-

MDA Rom  – Warta Posen  -:-

Royal Léopold Club  – MDA Rom  -:-

Warta Posen  – Lille MHC  -:-

Royal Léopold Club  – Warta Posen  -:-

Lille MHC  – MDA Rom  -:-

| .   |                    |      |        |
| Pos | Verein             | Tore | Punkte |
| 1.  | MDA Rom            | -:-  | -:-    |
| 2.  | Royal Léopold Club | -:-  | -:-    |
| 3.  | Warta Posen        | -:-  | -:-    |
| 4.  | Lille MHC          | -:-  | -:-    |

Platzierungsspiele
- Spiel um Platz 7: Slavia Prag  – Lille  2:1
- Spiel um Platz 5: Posen  – FC Lyon  2:1 (1:2)?
- Spiel um Platz 3: SV Kampong  -Léopold Club  4:3
- Finale: Club Egara  – MDA Rom  1:0

## Platzierungen
1.  Club Egara 

2.  MDA Rom 

3.  SV Kampong 

4.  Royal Léopold Club 

5.  Warta Posen 

6.  FC Lyon 

7.  SK Slavia Prag 

8.  Lille MHC 